# Olman Vargas
Olman Andrés Vargas López (San José, 15 de abril de 1985) es un futbolista profesional costarricense que juega como delantero y su actual equipo es la U Universitarios de la Primera división de Costa Rica.

## Trayectoria
Inició su carrera deportiva en la Asociación Deportiva Ramonense, haciendo su debut en la Primera División de Costa Rica el 7 de agosto de 2005, en un encuentro ante el Brujas FC. Su primera anotación la conseguiría el 9 de noviembre de 2005 ante el Puntarenas Fútbol Club. En el 2007 pasa a militar con la Asociación Deportiva Carmelita, hasta el 2009 cuando se incorpora al Deportivo Saprissa, equipo con el que obtuvo 1 anotación en escasas 11 participaciones. Ese mismo año sería cedido a préstamo al Brujas FC al no encontrarse en los planes del cuerpo técnico morado, sin embargo siguió sin contar con la participación deseada al disputar únicamente 11 partidos obteniendo un gol. En el 2010 pasa a formar parte del Club Sport Herediano, donde su buen desempeño de 19 goles en 53 partidos, le permite vincularse al fútbol internacional en el 2012 cuando es fichado por el Columbus Crew de la Major League Soccer. En el 2013 regresaría al Club Sport Herediano. Con los florenses se proclama campeón del Campeonato de Verano 2013, así como con los subcampeonatos de Invierno 2010, Invierno 2011 e Invierno 2013. En el 2014 ficharía con el Club de Fútbol UCR, equipo con el que milita hasta la actualidad.
A niveles de selecciones nacionales debutó el 11 de abril de 2012 en un encuentro amistoso disputado ante la Selección de fútbol de Honduras. Acumula un total de 2 partidos clase A donde registra una anotación.

### Goles internacionales
| Gol | Fecha               | Sede                                   | Oponente | Marcador | Resultado | Competencia |
| --- | ------------------- | -------------------------------------- | -------- | -------- | --------- | ----------- |
| 1.  | 11 de abril de 2012 | Estadio Nacional, San José, Costa Rica | Honduras | 1 - 1    | 1 – 1     | Amistoso    |

## Clubes
| Club               | País           | Año         |
| ------------------ | -------------- | ----------- |
| Ramonense          | Costa Rica     | 2005 − 2006 |
| Carmelita          | Costa Rica     | 2007 − 2009 |
| Deportivo Saprissa | Costa Rica     | 2009        |
| Brujas FC          | Costa Rica     | 2009 − 2010 |
| Herediano          | Costa Rica     | 2010 - 2012 |
| Columbus Crew      | Estados Unidos | 2012 - 2013 |
| Herediano          | Costa Rica     | 2013 - 2014 |
| UCR                | Costa Rica     | 2014 - 2015 |
| Antigua GFC        | Guatemala      | 2015        |
| U Universitarios   | Costa Rica     | 2015 -      |

## Palmarés
| Título           | Club                 | Año         |
| ---------------- | -------------------- | ----------- |
| Primera División | Club Sport Herediano | Verano 2013 |